# Tonapa
Tonapa – według opisu inkaskiego kronikarza z czasów po podboju hiszpańskim I. don Juana de Santa Cruz Pachacuti-Yamqui Salamaygua zawartego w Relación de la antiqüedades destereyno del Perú był brodatym, długowłosym, mężczyzną w raczej długiej koszuli, który pochylony podróżował z laską w ręku. Sądząc po siwiejących włosach miał on być w wieku średnim.
Nauczał Indian z dużą miłością, nazywając wszystkich swoimi synami i córkami. Przeszedł przez cały kraj czyniąc wiele cudów. Chorzy zostawali uzdrowieni jego dotknięciem. Mówił wszystkimi językami lepiej niż tubylcy. Nazywano go Tonapa lub Tarapaka (co oznacza: orzeł) Wirakoczarapacza jaczipaczan lub Paczakkan (co oznacza: sługa) i Uicchaycamayoc (co oznacza: kaznodzieja) a także wikczajkamajok kunakujkamajok oraz Tonapa Wirakocza nipakaczan. Przez niektórych był poważany, przez innych lekceważony i prześladowany. Hiszpańscy misjonarze podejrzewali, że mógł to być apostoł Tomasz.